# ГЕС Дасин
ГЕС Дасин (кит.: 大兴水电站) — гідроелектростанція у центральній частині Китаю в провінції Сичуань. Знаходячись між ГЕС Yǔchéng (вище по течії) та ГЕС Shuǐjīnguān, входить до складу каскаду на річці Qingyi, яка приєднується ліворуч до Дадухе незадовго до впадіння останньої праворуч до Міньцзян (велика ліва притока Янцзи).
В межах проекту річку перекрили бетонною греблею висотою 25 метрів та довжиною 408 метрів, яка утримує водосховище з об'ємом 19,2 млн м3 та нормальним рівнем поверхні на позначці 570 метрів НРМ (під час повені рівень може зростати до 571 метра НРМ, а об'єм — до 21,2 млн м3).  
Пригреблевий машинний зал обладнали трьома турбінами типу потужністю по 25 МВт. Відпрацьована ними вода прямує майже три кілометри по прокладеному паралельно руслу річки каналу, котрий дозволяє збільшити доступний напір.
Видача продукції відбувається по ЛЕП, розрахованій на роботу під напругою 110 кВ.